# Arabští křesťané

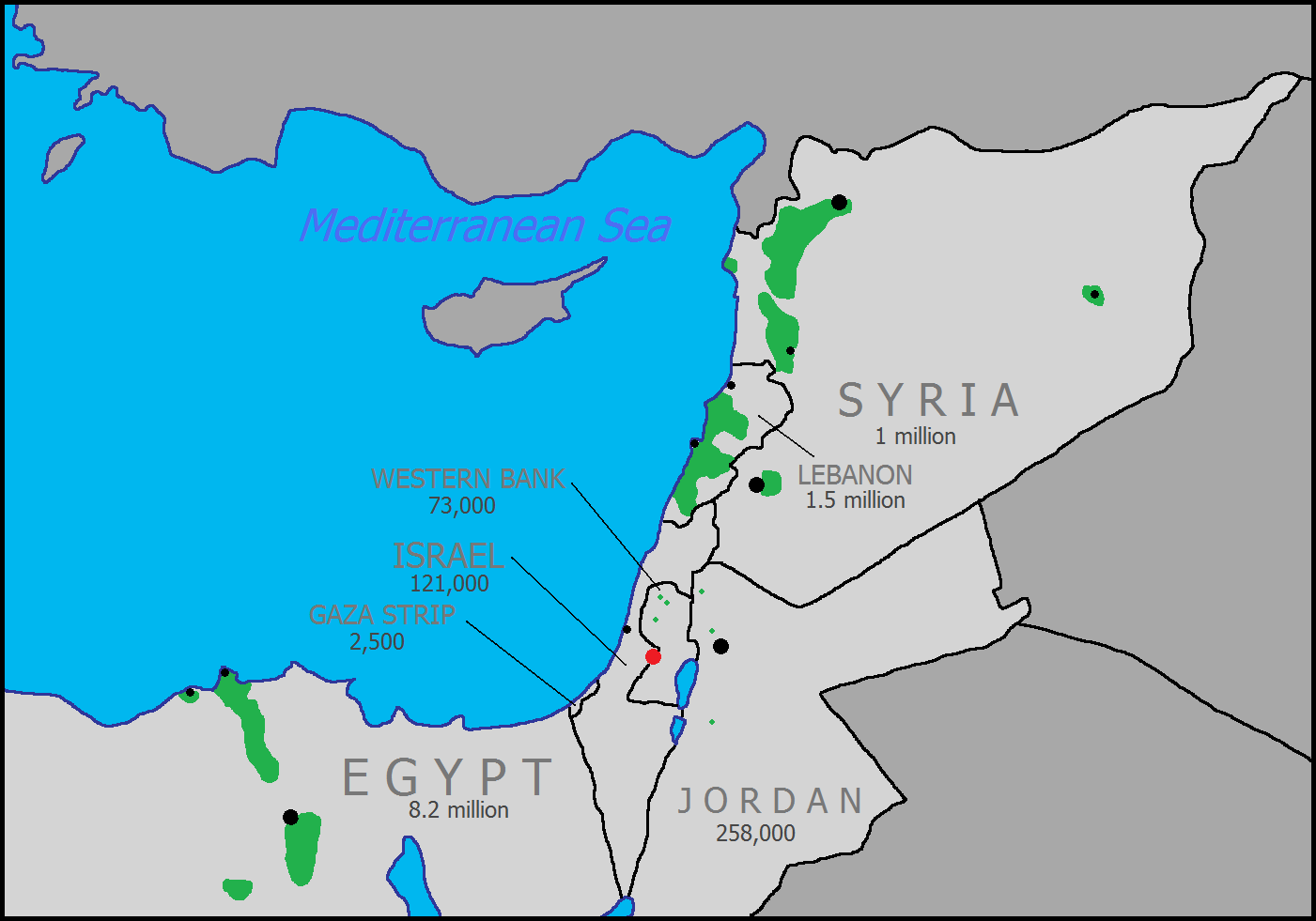
Mapa oblastí obývaných arabskými křesťany

Arabští křesťané (العرب المسيحيين Al-'Arab Al-Masihiyin) je etnoreligiózní skupina obyvatel Levanty, kteří se hlásí k arabské národnosti a jsou příslušníky některé z křesťanských církví. Jejich počet se odhaduje na minimálně dvacet až dvacet pět milionů, z toho velká část však žije v diaspoře.
Arabští křesťané užívají pro Boha jméno al-iláh.

## Historie
Nejstarší dochovaná zpráva o Arabech pochází z 9. stol. př. n. l. z asyrských zdrojů. Historie arabského křesťanství koření v apoštolské době, kdy první Arabové, tehdy vyznávající různé formy polyteismu, přijali víru ve vzkříšeného Krista. Společným znakem arabských křesťanů je užívání arabštiny jako primárního jazyka. Většinou se mezi ně řadí rovněž egyptští koptští křesťané, kteří stále používají starobylou koptštinu jako liturgický jazyk, ale homilie jsou u nich běžně v arabštině. Arabové mají v Bibli hlubokou tradici, praotec Arabů – Izmael – byl podle knihy Genesis prvorozeným synem Abraháma (Gn 16,15). Biblických zmínek o Arabech je ve Starém i Novém zákoně více a etnikum Arabů je tak skutečným biblickýcm národem (např. 2 Kro 17,11; Neh 4,1; Ez 27,21, Sk 2,11).
Příslušníci arabských kmenů přijímali křesťanství už v době Římské říše, jako například Ghassanidé. V letech 246 a 247 se v Bosře konaly dva koncily. Prvním politicky významným Arabem, který přijal a začal šířit učení vzkříšeného Krista, byl arabský král Abgar V. z Edessy. Biskupové se mezi Araby dělili na sídelní, tedy ty, kteří sídlili na jednom místě, a tzv. „stanové“, tedy ty, kteří putovali s kočovnými skupinami. Od 2. století se křesťanství mezi Araby rozšiřovalo zejména v oblasti Levanty, ovšem později i hlouběji do Arabského poloostrova. Arabského původu byl také teolog svatý Jan z Damašku. Islámská expanze zahájila postupný přechod většiny Arabů na islám, ale křesťanské menšiny byly jako lidé knihy nadále tolerovány, musely pouze platit daň džizja. Křesťané žili převážně ve městech a patřili ke vzdělanější a majetnější části obyvatelstva. Řada z nich odcházela do Afriky nebo latinské Ameriky, kde se uchytili převážně jako obchodníci. Mnozí z nich byli součástí palestinského exodu. Vzestup radikálního islamismu vede k útokům na křesťanské komunity, mnoho jejich příslušníků hledá azyl v Evropě nebo USA.

## Současnost

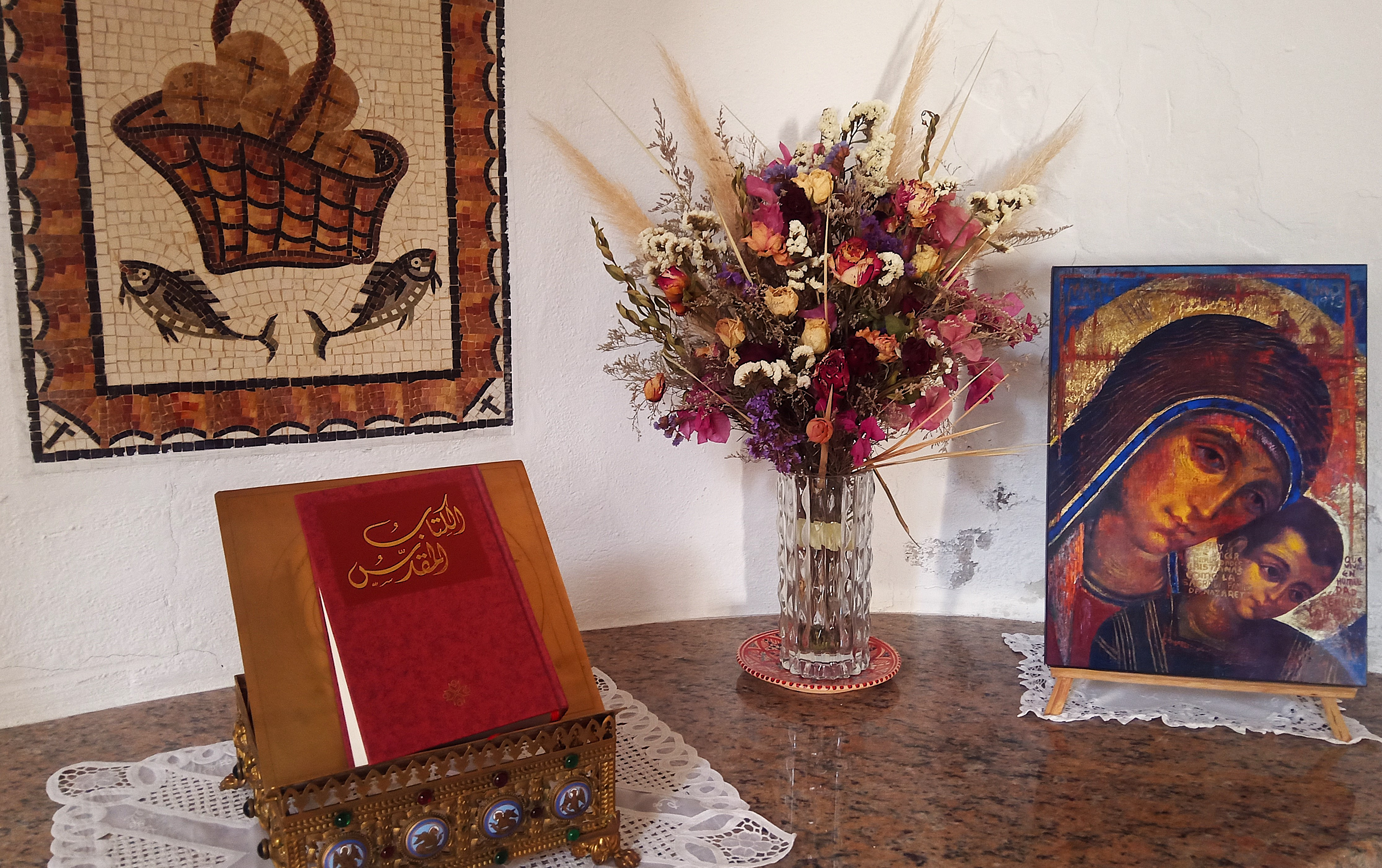
Boční oltář křesťanského kostela v Tunisku v čele s Biblí v arabském jazyce

Nejvyšší procento křesťanů na Blízkém Východě žije v Libanonu, kde Maronité tvořili ještě v první polovině 20. století většinu obyvatel: proto je v ústavě zakotveno rozdělení vládních funkcí podle náboženského klíče, které jim automaticky zaručuje post prezidenta. Emigrace a nižší porodnost však vedly k tomu, že muslimové početně převážili: důsledkem jejich požadavků na vyšší zastoupení byla první libanonská válka. V Sýrii tvoří křesťané zhruba šestinu populace, jejich postavení výrazně zhoršila syrská občanská válka. Arabští křesťané v Izraeli byli roku 2014 uznáni jako samostatná etnická skupina, odlišná od arabských muslimů, což jim umožnilo sloužit v armádě. Objevil se také návrh, aby se tato národnost napříště oficiálně označovala jako Aramejci.
K arabským křesťanům bývají počítáni také Koptové v Egyptě, potomci arabizovaných starověkých Egypťanů, kteří však místo arabštiny používají jako liturgický jazyk koptštinu.

## Církve
Nejvýznamnějšími denominacemi arabských křesťanů jsou Maronitská katolická církev, Koptská katolická církev, Koptská pravoslavná církev, Melchitská řeckokatolická církev, Řecká pravoslavná církev, Syrská pravoslavná církev a Římskokatolická církev.

## Osobnosti
Významnými arabskými křesťany byli svatá Mariam Baouardy,  zakladatel strany Baas Michel Aflaq, syrský premiér Faris al-Churi nebo generální tajemník Organizace spojených národů Butrus Butrus-Ghálí. Ze světových osobností mají kořeny v arabskokřesťanské diaspoře například politolog Edward Said, herečka Salma Hayeková, spisovatel Chalíl Džibrán, politik Ralph Nader nebo multimilionář Carlos Slim Helú.   